# سازمان ترابری نیویورک
سازمان ترابری نیویورک (به انگلیسی: New York City Department of Transportation) به شکل مختصر NYCDOT یا DOT مسئولیت مدیریت زیرساخت ترابرینیویورک را بر عهده دارد.